# (14322) Shakura
(14322) Shakura (1978 YM) – planetoida z pasa głównego asteroid okrążająca Słońce w ciągu 3,34 lat w średniej odległości 2,23 j.a. Odkryta 22 grudnia 1978 roku.